# Zhai Mo
Zhai Mo (chinesisch 翟墨, Pinyin Zhái Mò; * 27. März 1996 in Hebei) ist eine chinesische Schachspielerin.
Erste internationale Erfolge errang Zhai Mo bereits als Schülerin. 2008 wurde sie Weltmeisterin der Altersklasse U12 weiblich. Zwei Jahre zuvor hatte sie in der Klasse U10 weiblich den dritten Platz belegt. Im Jahre 2018 gewann sie die chinesische Einzelmeisterschaft der Frauen. Sowohl 2017 (in der 1. Runde ausgeschieden) als auch 2018 (Achtelfinale erreicht) nahm sie an der Schachweltmeisterschaft der Frauen teil.
Als Mitglied der chinesischen Frauen-Nationalmannschaft gewann sie mit dem Team die Goldmedaillen bei der Asiatischen Mannschafts-Meisterschaft 2018 und der Schacholympiade 2018. Bei der Asiatischen Mannschaftsmeisterschaft der Frauen 2012 spielte Zhai Mo am Spitzenbrett der außer Konkurrenz spielenden C-Auswahl Chinas. Bei der chinesischen Mannschaftsmeisterschaft spielte sie 2007 für die Auswahl von Qingdao, von 2009 bis 2015 sowie erneut 2017 für die Mannschaft von Hebei und 2016 für Shandong.
Im Januar 2013 erhielt sie den Titel Internationaler Meister der Frauen (WIM), seit Dezember 2015 ist sie Großmeister der Frauen (WGM). Ihre Elo-Zahl beträgt 2366 (Stand: März 2020), ihre bisher höchste Elo-Zahl war 2406 im August 2015.